# Плейона (звезда)
Плейо́на (или 28 Tauri) — двойная переменная звезда в скоплении Плеяд, входит в одну из двух групп звёзд в созвездии Тельца, видимых невооружённым глазом. На изображении — Атлас (внизу), Плейона (вверху).

## Физические характеристики
Расположена на удалении приблизительно в 440 световых лет от Земли.
Плейона — бело-голубой субгигант B-типа с видимой звёздной величиной +5,05. По переменности классифицируется, как звезда типа Гамма Кассиопеи, её яркость изменяется от +4,77 до +5,50. Тип переменности — GCAS.

## Происхождение названия
Плейона — океанида, супруга титана Атланта, вместе с которым родила семь сестёр-плеяд.